# Elecciones al Senado de Argentina de 1868
Las Elecciones al Senado de la Nación Argentina de 1868 fueron realizadas a lo largo del mencionado año por las Legislaturas de las respectivas provincias para renovar 9 de las 28 bancas del Senado de la Nación.

## Cargos a elegir
| Provincia           | Senado    | Senado    |
| Provincia           | Senadores | A renovar |
| ------------------- | --------- | --------- |
| Buenos Aires        | 2         | 1         |
| Catamarca           | 2         | —         |
| Córdoba             | 2         | —         |
| Corrientes          | 2         | 1         |
| Entre Ríos          | 2         | —         |
| Jujuy               | 2         | 2         |
| La Rioja            | 2         | —         |
| Mendoza             | 2         | 1         |
| Salta               | 2         | —         |
| San Juan            | 2         | 1         |
| San Luis            | 2         | —         |
| Santa Fe            | 2         | 1         |
| Santiago del Estero | 2         | 1         |
| Tucumán             | 2         | 1         |
| Total               | 28        | 9         |

## Resultados por provincia
| Provincia           | Senador electo                |
| ------------------- | ----------------------------- |
| Buenos Aires        | Valentín Alsina               |
| Corrientes          | Wenceslao Díaz Colodrero      |
| Jujuy               | Daniel Aráoz                  |
| Jujuy               | Plácido Sánchez de Bustamante |
| Mendoza             | Federico Corvalán             |
| San Juan            | Valentín Videla               |
| Santa Fe            | Nicasio Oroño                 |
| Santiago del Estero | Absalón Ibarra                |
| Tucumán             | Salustiano Zavalía            |

1. ↑  Falleció el 6 de septiembre de 1869, lo reemplaza Manuel Quintana el 30 de abril de 1870.
2. ↑  Falleció el 7 de marzo de 1876, lo reemplaza Miguel Victorio Gelabert el 27 de mayo de 1876.
3. ↑  Falleció el 8 de diciembre de 1874, lo reemplaza José Benito de la Bárcena el 15 de mayo de 1875.
4. ↑  Renunció el 22 de julio de 1871, lo reemplaza Gelón Martínez el 13 de junio de 1872. Gelón Martínez falleció el 1 de mayo de 1874, lo reemplaza Guillermo Rawson el 6 de junio de 1874.
5. ↑  Renunció el 16 de abril de 1872, lo reemplaza Luciano Gorostiaga el 13 de junio de 1872.
6. ↑  Falleció el 16 de enero de 1873, lo reemplaza Ezequiel Colombres el 2 de mayo de 1873.